# わたしのグランパ
『わたしのグランパ』は、筒井康隆の小説。およびこれを原作とする映画。

## 概要
筒井にとって「時をかける少女」以来のジュブナイルとなっているが、初出は『オール讀物』1999年4月号であり、必ずしも年少者を対象読者として想定しているわけではない。同年8月に文藝春秋から単行本として刊行された。第51回読売文学賞小説賞を受賞。2002年6月に文春文庫版が刊行されている。

## あらすじ
五代珠子は中学校でいじめを受けていた。ある日、同級生にいじめられているのを、刑務所から出所してきた祖父「ゴダケン」こと五代謙三に見られてしまう。初めはいじめられているのを隠そうとした珠子も、謙三の正義感や優しさに感化されていく。謙三は不良や暴力団などに立ち向かって問題を解決していくが、昔のいざこざの関係から、珠子を誘拐されてしまう。

## 映画
東映の配給で、2003年4月5日に公開された。撮影は主に栃木県足利市で行われた。2003年の第27回モントリオール世界映画祭に出品、最優秀アジア映画賞を受賞した。公式での女優デビュー作となるヒロイン・石原さとみは国内で6つの新人賞を獲得している。

### スタッフ
- 製作総指揮：小田信吾、早河洋
- 企画・製作者：木村純一、堀義貴、山上徹二郎、黒澤満
- プロデューサー：石井徹、菅井敦、梶淳
- 監督・脚本：東陽一
- 原作：筒井康隆
- 撮影：小林達比古
- 音楽：Alpha. / タブラトゥーラ
- 音楽コーディネート：北原京子
- 美術：菊地章雄
- 録音：久保田幸雄
- 照明：中須岳士
- 編集：青山昌文
- 助監督：藤江義正
- 『わたしのグランパ』製作委員会：テレビ朝日、ホリプロ、シグロ、東映ビデオ

### キャスト
- 五代謙三：菅原文太
- 五代珠子：石原さとみ
- 中藤慎一：浅野忠信
- 五代恵一：平田満
- 五代千恵子：宮崎美子
- 疋田隆三：伊武雅刀
- 五代操：波乃久里子
- 嶋田久作、光石研

### 製作

#### 企画
企画は東陽一監督。女性映画を得意とする東監督にとって菅原文太は縁のない役者だった。ところが1990年代の初めころ、東が自宅で何気にテレビを観ていたら、菅原が出演していて「いまの日本映画界では、俺たちの仕事をする場所がない」「主な観客は10代から20代で、映画会社は若者層に特化した映画作りに偏り、年寄りの役者はお呼びじゃない」などと日本の映画界を痛烈に批判していた。頭は白髪交じりだったが、顔つきはまだ引き締まって生気がみなぎり、「まだまだ俺はやれるぞ」と訴えているように見えた。それ以来、東はいつか文太さんと仕事をしたいという気持ちを持ち続けていた。東は学年でいえば菅原の1歳下で、大体同世代の映画人の叫びには身がつまされる思いもあった。それから10年近く経ち、書店で筒井の原作を見つけ、立ち読みしていたら、ジュブナイルだろうと思っていた先入観とは違い、少女と老人という普通ではほとんど成り立たない関係が見事に描かれていて興味を持った。これは映画化できると思い立ち、映画化権の取得をプロデューサーに頼んだ。筒井はホリプロに所属していたため、映画化が正式に決まれば、少女役はホリプロが一般公募で探すことが決まった。東は原作を読んだときからグランパ役は菅原しかないと考えていたが、菅原は2001年に長男を亡くし、映画の世界に戻る気をなくしたと聞いていた。通常キャスティングは、プロデューサーか、キャスティング担当が所属事務所にオファーを行うが、東はそれを止めてもらい、自分で脚本を書き、準備稿と原作、先のテレビ出演時の感想などを含めた出演依頼の手紙を書いて菅原本人宛てに送った。菅原は当時飛騨（岐阜県大野郡清見村）に住んでいた。東としては菅原に断られたら次に打つ手はないという状況で、背水の陣で出した手紙だった。数日後、プロデューサーを兼ねていた菅原の妻から「出ます」と返事を貰った。後で筒井も菅原のイメージで小説を書いていたと聞いた。小林旭は「最初は俺にどうかと話が来た。元ヤクザのお祖父さんの役。でも俺がやると、孫娘がいるような好々爺にはならないよ。"元"じゃなくて"現役"になったちゃうよ、ってプロデューサーに断ったんだ（笑）」と述べている。

#### 脚本
映画化が正式に決まった後、東は筒井に会った。筒井からは「映画は映画ですから」と脚本に対する注文は一切なかった。

#### キャスティング
孫娘役の石原さとみ（以下石原）はホリプロでオーディションを行い、東監督が「彼女しかいない」と推して石原を選んだ。東は石原について「天性の才能を持っている。型にはめずに育てていけば、いい女優さんになると思う」と製作時に述べていた。

#### 撮影
栃木県足利市で全体の九割が撮影され、菅原文太は約1カ月間、足利市内に泊まり込んだ。北仲通り、渡良瀬川の堤防、旧相生小学校の他、栃木県藤岡町佐野バイパスなど。エンドクレジットでは「栃木県足利市のみなさん」「群馬県太田市のみなさん」と表記される。石原の家（五代家）は古い木造二階建ての一軒家で石原が度々、二階の窓から屋根に降りる。屋根の上に腰掛ける石原を背中ごしに夕景を捉えたり、横から撮ったり4度挿入される絵になる家である。ラスト近くで石原が全速で帰宅し、玄関の扉を開けて、そのまま家の中に入るシーンをカメラが追う。五代家は室内も撮影に使われたのかもしれない。エンドクレジットで日活撮影所の表記も出るため、どこかはセット撮影と見られる。菅原が国鉄211系で、若い娘のスカートを切った男を取り押さえるのは群馬県高崎市内の駅と見られる。

### 作品の評価

#### 興行成績
東京新宿東映パラス2ほか、全国49スクリーンで2003年4月5日から3週間の興行を打ち、興行収入5,000万円。

### 受賞歴
- 第27回モントリオール世界映画祭最優秀アジア映画賞
- 第28回報知映画賞新人賞
- 第16回日刊スポーツ映画大賞・石原裕次郎賞新人賞
- 第25回ヨコハマ映画祭最優秀新人賞
- 第46回ブルーリボン賞新人賞
- 第13回日本映画批評家大賞新人賞[10]
- 第27回日本アカデミー賞新人俳優賞[11]

### テレビ放映
高倉健と菅原文太が相次いで亡くなった2014年に、テレビで多くの追悼番組が組まれ、本作もテレビ朝日で放送された。東陽一監督は「高倉さんと比べると菅原さんの扱いは酷い」と話し、劇場版から30分カットされたという。東は「流れを無視した下手なカットで、作品の印象が随分違った。日本の映画監督には、特殊な場合を除き、テレビ放映で作品を短く切られることに異議を唱える権利はない。テレビ局がやるのは、スターの死をきっかけにしたビジネスだということが分かった」などとテレビ局を辛らつに批判している。

### DVD
東映ビデオより2015年3月13日DVD発売。2800円＋税。